# Upplands runinskrifter Fv1959;188
U Fv1959;188  är en vikingatida (sirca 1000-talet) runsten av granit i Hammarby, Hammarby socken och Upplands-Väsby kommun. 
Runsten är av rödaktig granit 1,2 m hög, 0,7 m bred, 0,45 m tjock. Runhöjden är ca 7 cm. Enligt Fornvännen 1959 hittades runstenen 1957 i en soptipp i Upplands Väsby av två skolpojkar. Man lyckades fastställa runstenens ursprungliga plats och den restes där 1958. Uppmålad 1985. Skyltad 1987.
Enligt Fornvännen 1959 saknar runstenen praktiskt taget rotända och ristningens nedersta del befinner sig endast 20 cm ovanför rotändans slut och stenen har ursprungligen ställts så gott som direkt på marken.

## Inskriften
Translitterering av runraden:
sikstain · auk · erin... ...itu stain · hkua · eftʀ · ail-... ... ...
Normalisering till runsvenska:
Sigstæinn ok Ærin[vi l]etu stæin haggva æftiʀ Æil[æif, sun sinn].
Översättning till nusvenska:
Sigsten och erin ... läto stenen hugga efter ail-...
Sigsten och Ärenvi läto hugga stenen efter Elev, sin son.
Samma namn finns på U 265: "Ärenvi lät rista hällen eller Elev, sin gode son". Avståndet mellan ristningarna är 3.5 km. Kvinnonamnet Ærinvi är sällsynt och finns bara på U 151. Liknande vingad drake förekommer på två närbelägna ristningar U 295 och U 305.